# چاخ‌لق اوراسیایی

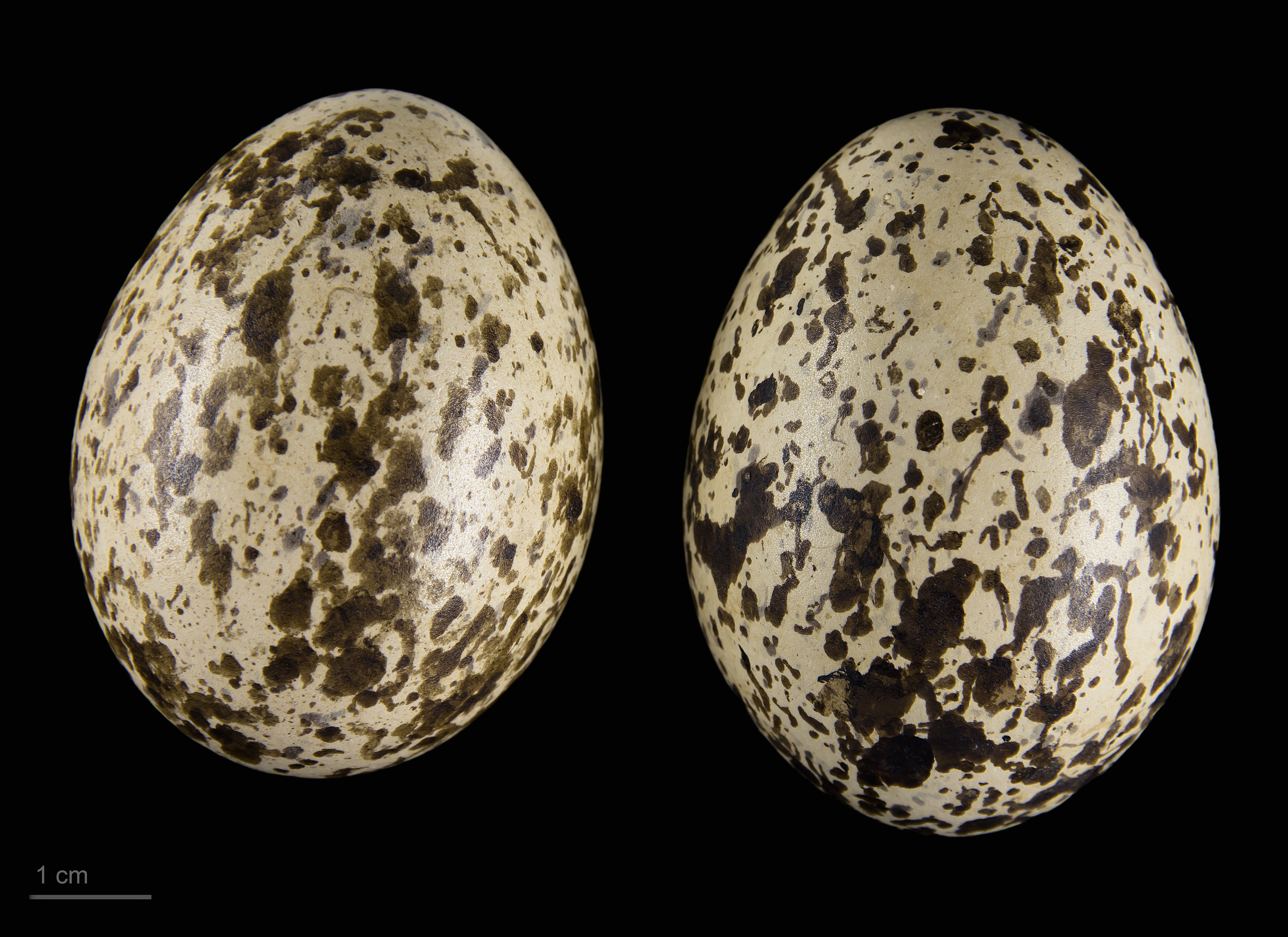
Burhinus oedicnemus oedicnemus

چاخ‌لق اوراسیایی یا چاخ‌لق معمولی یا چاخ‌لق  (نام علمی: Burhinus oedicnemus) نام یک پرنده از تیره چاخ‌لقان است.

## ویژگیهای ریخت‌شناسی
طول بدن چاخ‌لق ۴۰ سانتی‌متر است و دارای دودیسی جنسی نیست. این پرنده جثه به نسبت بزرگی دارد با سر گرد و چشم‌های درشت به رنگ زرد. منقار آن کوتاه و کلفت به رنگ زرد و سیاه است، پاهایی بلند و قطور به رنگ زرد روشن و پر و بالی به رگه‌رگه قهوه‌ای خاکی و سفید دارد. در هنگام پرواز، طرح بال آن مشخص و شامل دو نوار سفید است.

## زیستگاه
چاخ‌لق در زمین‌های سنگلاخی یا شنی، زمین‌های بایر و نیمه‌کوهستانی و گاهی نیز در کشتزارها به سر می‌برد. در زمستان‌ها در سواحل دریا نیز دیده می‌شود. در ایران، این پرنده تابستان‌ها به نسبت فراوان است و در جزایر دریاچهٔ ارومیه و سواحل خلیج فارس تولید مثل می‌کند.